# Sant'Anna Arresi
Sant'Anna Arresi (sardinsky: Arrèsi) je italská obec (comune) v provincii Sud Sardegna v regionu Sardinie. Nachází se ve výšce 77 metrů nad mořem a má přibližně 2 600 obyvatel. Rozloha obce je 36,68 km².